# Терехович, Леонид Никифорович
Леонид Никифорович Терехович (укр. Леоні́д Ники́форович Терехович; 26 марта 1941, Кучиновка, Черниговская область, СССР — 22 августа 1992, Кучиновка, Украина) — украинский поэт, внук Якима Тереховича.

## Биография
Леонид Никифорович Терехович родился 26 марта 1941 в селе Кучиновка нынешнего Сновского района Черниговской области, где и окончил среднюю школу. Его дед, Яким Терехович, тоже был поэтом, он был расстрелян в 1931 году, как близкий к Союзу освобождение Украины. Его отец Никифор Терехович тоже писал стихи, но неизвестно издавался ли.
Леонид служил в армии с 1961 по 1964 годы. Он работал на кирпичном заводе, был электриком, строителем, киномехаником и поэтом. В 1968 году, когда Леонид работал заведующий сельским клубом, он избил парторга, «возмущенный [его] античеловеческой несправедливой позицией парторга», за это Леонида лишили свободы на год по 206-й статье («хулиганство») УК УССР.
В 1971 году он прочитал в районной газете сообщение, что в Кучиновке избиратели единогласно проголосовали за депутата вместо выбывшего, хотя на самом деле участок вообще был в тот день закрыт, и 8 марта он написал об этих фиктивных выборах к Виктору Франко, комментатору радиостанции «Свобода». Письмо было изъято КГБ и у поэта произвели обыск. Были изъяты его стихи на русском языке, такие как «Задолизы», «О борьбе с идеологическими диверсиями» и другие, ставшие доказательствами по делу против него.
1 июля 1972 года судебная коллегия по уголовным делам Черниговского областного суда в закрытом судебном заседании обвинила Леонида Тереховича по статье 187-1 УК РСФСР («распространение клеветнических измышлений, порочащих советский государственный и общественный строй») и осудила его на два года лишения свободы в исправительно-трудовой колонии строгого режима. Выдержка из приговора:
Терехович Л. Н. (…) на протяжении 1971 — 1972 годов систематически слушал антисоветские передачи зарубежных радиостанций, встал на путь изготовления и распространения писем и стихотворений, в которых содержатся заведомо ложные измышления, порочащие Советский государственный и общественный строй.
8 марта 1971 г. он изготовил письмо—обращение к комментатору заграничной радиостанции „Свобода“ Виктору Франку, в котором клевещет на КПСС и советскую действительность. Затем, с целью распространения путем передачи его по радиостанции „Свобода“, отправил это обращение в указанную выше радиостанцию в Швецию.
В феврале — марте 1971 года он написал стихотворение „Задолизы“ и „О борьбе с идеологическими диверсиями“, в которых клевещет на КПСС, на одного из руководителей КПСС, опошляет советскую действительность… В начале 1971 г. написал ответ на открытое письмо американского певца Дина Рида А. Солженицину и имел намерение отправить это письмо за границу. В данном письме содержатся заведомо ложные измышления, порочащие Советский государственный и общественный строй, возводится клевета на КПСС, советскую демократию, жизненный уровень народов СССР и нашу действительность. Изготовил также в этот период и хранил у себя в квартире ряд стихотворений клеветнического содержания. К ним относятся стихотворение, начинающееся словами „Кое-что о рекламе…“, стихотворение, начинающееся словами „Москве украинский народ…“, стихотворение, начинающееся словами „Есть в деревне сельсовет…“, „Сказка о работнике балде“, „В литературе Шолохов мог бы сделать шороху“.

Вина Тереховича Л. Н. подтверждается его личным признанием в судебном заседании… Причем письмо Виктору Франку он сдал на почту в с. Кучиновке для отправки в Швецию, а стихотворение „Об идеологических диверсиях“ направил в г. Москву гр-ну Стрижко. Признать виновным и осудить Тереховича Леонида Никифоровича по ст. 187-1 УК УССР к 2 годам лишения свободы, с отбытием в исправительно-трудовой колонии строгого режима.
Два года Леонид отбыл в 46-й зоне (Катериновка Сарненского района), о чём он упоминал в черновике письма в редакцию газеты ВР «Голос України»:

«Крутили» меня всячески, добротно организовали следствие — показания собирали чуть ли не по всему Союзу, но ничего существенного (кроме того, что было «под носом» не нашли, поэтому осудили по 187-1. А сначала было 62, потом — уже не помню статьи около месяца пытались провести за «агитацию и пропаганду» — не получилось, хотя эти статьи «висели» надо мной до окончания суда. Однако 187-1 я принял сразу, с самого начала следствия, чем даже удивлял КГБистов. Расчёт был у меня прост: не затевать споров по малому, от чего знал всё равно не отцепиться, однако не дать больших возможностей.
По окончании следствия обвинения были смехотворны, однако полностью удовлетворили наш «объективный» суд с участием прокурора области Ерепа.Оригинальный текст (укр.)«Крутили» мене всіляко, добротно організували слідство – показання збирали ледь не по всьому Союзу, але нічого суттєвого (крім того, що було «під носом» не знайшли, тож осудили по 187-1. А спочатку була 62, потім – вже не пам’ятаю статті близько місяця намагалися провести за «агітацію та пропаганду» – не вийшло, хоч ці статті «висіли» наді мною до закінчення суда. Проте 187-1 я прийняв відразу, з самого початку слідства, чим навіть дивував КГБістів. Розрахунок був у мене простий: не затівати суперечок по малому, від чого – знав – все одно не відчепитися, проте не дати більших можливостей.
По закінченню слідства звінувачення були сміхотворні, проте цілком задовольнили наш «об'єктивний» суд за участю прокурора області Єрепа.
— Письмо Леонида Тереховича
Уже через год он снова был на той же зоне, но уже «с пятью годами за навязанную (…) потасовку, причём виновным оказался я, хотя мои действия были только ответом». В 1980 году он вышел на свободу, но уже в декабре 1988 года его, который тогда работал киномехаником, отправили на два года в ЛТП (лечебно-трудовой профилакторий). Сначала в Черниговской области («около месяца»), а затем в Мартусовку Бориспольского района. Там он «внезапно резко заболел („нарушение мозгового кровоснабжения“)» и был «экстренно комиссован»
С 1990 года он работал сторожем в Кучиновской средней школе, что стало возможным только благодаря вмешательству Станислава Репяха.

### Смерть
Леонид Терехович умер 22 августа 1992 года и был похоронен в родном селе Кучиновка.
Незадолго до смерти он был жестоко избит милиционерами на вокзале города Сновск. Сергей Павленко писал, что он был «коварно убит»
Увековечением памяти поэта занимаются Аркадий Семенович Натариус и Павел Дмитриевич Семененко. В 1992 году на могиле поэта был установлен крест (идея Москаленко, реализация — Семененко). В сентябре 2008 года Аркадий Натариус и Павел Семененко установили металлическую табличку с эпитафией для поэта:

«Бейте эту скалу!» И.Франко

И ты бился… И ты одолел её.
Вечная память и слава тебе, ЛеонидОригинальный текст (укр.)«Лупайте сю скалу!» І.Франко
І ти лупав… І ти здолав її.
Вічна пам'ять і слава тобі, Леоніде
— Эпитафия на могиле Леонида Тереховича

## Творчество
Леонид Терехович почти всю жизнь писал на русском языке. Только в последние годы своей жизни, после знакомства со Станиславом Репяхом, он начал писать на украинском. С. Лащенко отметил, что Терехович «писал так, что его с уверенностью можно было назвать черниговским Стусом».
В 1990 году он прислал в газету «Громада» несколько коротких стихов, «на злобу дня», о которых тогдашний редактор газеты Виталий Москаленко написал: «Всего 121 стих. Это были стихи поэта!».
15 мая 1991 впервые прозвучали по черниговскому радио стихи Леонида Тереховича.
Посмертно, в 1993 году, был издан первый и единственный сборник «Свидомо став на муку». Он был издан на средства спонсора редакцией газеты «Громада». Также планировался к печати его двуязычный сборник, который содержал и стихи его деда, Якима Тереховича, но эта идея так и не была реализована.
В первом номере альманаха «Литературный Чернигов» за 1993 год было опубликовано ещё 18 стихов Леонида Тереховича: «Что же оставляем?..», «Вопрос…», «Отсветили солнечные мечты», «Завеяло, закружило», "Тя ", «Не набивайте клепок в мою голову», «Что ж, наверное, ещё не гибель», «Судьба — весьма ироничная дама» (все датированы октябрем 1990 года), «Догорает обессиленный костер», «В это движение, от отчаяния чёрную» (ноябрь 1990 года), «Даешь консолидацию!» (январь 1991 года), «Поставленная точка последняя» (март 1991 года), «Не подбиваю „в ногу“ шаг», "Иду на свидание с богом (май 1991 года), «Ветеринар по духу и диплому» (март 1992 года)), «Тарасу Мельничуку» (недатированный), «Ночь молнией потрещит», «Какие-то сладкие воспоминания» (июль 1992 года).
Во втором номере научного журнала «Северянская летопись» за 1995 год было опубликовано его стихотворение «В словесах» (1991).
Павел Солодовник, земляк Леонида Тереховича, писал о его творчестве так:

«Читая стихи Леонида Никифоровича, становится понятным, чего его боялась тогдашняя элита.
Во-первых, он писал правду; во-вторых, писал мастерски; и самое главное, в-третьих, писал понятным не только высокообразованному человеку, но и каждому колхознику языком. Результат — „враг народа“.

Я нахожу общие параллели между Тереховичем и Владимиром Высоцким. Очень много общего у этих двух гениев. И я не боюсь сравнивать своего односельчанина с человеком, известным на весь мир. Ведь Леонид Никифорович также заслуживает признания, пусть хоть и после смерти.»Оригинальный текст (укр.)«Читаючи вірші Леоніда Никифоровича стає зрозумілим, чого його боялася тодішня еліта.
По-перше, він писав правду; по-друге, писав майстерно; і найголовніше, по-третє — писав зрозумілою не лише високоосвіченій людині, а і кожному колгоспнику мовою. Результат — „ворог народу“.

Я знаходжу спільні паралелі між Тереховичем та Володимиром Висоцьким. Дуже багато спільного є у цих двох геніїв. І я не боюся порівнювати свого односельчанина з людиною, яка відома на весь світ. Бо ж Леонід Никифорович також заслуговує на визнання, хай хоч і після смерті.»— Павел Солодовник о творчестве Тереховича